# Ménagier de Paris

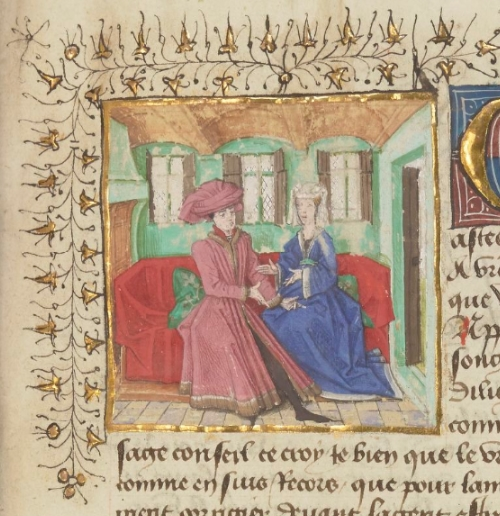
Mesnagier de Paris, detail miniatury manuskriptu z 15. století

Le Ménagier de Paris (francouzsky [lə menaʒje də paʁi]IPA), často zkráceně zvaný Le Ménagier je francouzský středověký průvodce ze 14. století s radami o správném chování ženy v manželství a při vedení domácnosti. Její autorství je připisováno pařížskému měšťanovi, který ji napsal pro svou mladou ženu, aby ji naučil vést domácnost a vařit. Text, napsaný pohledem staršího manžela, který oslovuje svou mladší manželku, nabízí vzácný vzhled do pozdně středověkých představ o genderu, domácnosti a manželství. Obsahuje lekce o sociálním a sexuálním chování, recepty a rady ohledně lovu a zahradničení. Toto dílo je důležité pro svůj jazyk, kdy kombinuje prózu a poezii, tak pro jeho ústřední téma, chování a poslušnost ženy v manželství. Ve 20. a 21. století je však tato kniha zmiňována především jako největší francouzské pojednání o středověké gastronomii.
Dílo se dochovalo ve třech rukopisech z 15. století a jednom ze 16. století, který vznikl dlouho po vynálezu a rozšíření knihtisku. Vytištěno však bylo až v 19. století, což naznačuje jeho relativně omezenou popularitu. Knihu Le Ménagier de Paris poprvé editoval a vydal v tištěné podobě baron Jérôme Pichon v roce 1846.
Vzhledem k tomu, že se dřívější překlady a vydání zaměřovaly hlavně na recepty, je kniha často nesprávně označována jako středověká kuchařka nebo "kniha rad a tipů pro domácnost" a hledá se v ní historie středověké kuchyně. Sekce knihy věnovaná zahradnictví (v tištěných vydáních asi deset stran) je však také mimořádně vzácným pohledem do středověkých zahrad. Ostatní části poskytují vhled do dalších aspektů francouzského středověkého života.

## Kontext vzniku knihy
Dílo Le Ménagier de Paris bylo napsáno mezi červnem 1392 a zářím 1394, po nástupu francouzského krále Karla VI., známého jako Karel Milovaný, na francouzský trůn, ale je výsledkem literárního hnutí, které se rozvinulo již za Karla V. Moudrého. Tento král založil Královskou knihovnu (později z ní vznikla Francouzská národní knihovna), povzbuzoval své poddané k psaní různých pojednání, odborných i netechnických.

## Autor knihy
Historická data shromážděná Jérômem Pichonem potvrzují, že autor této knihy patřil k pařížskému měšťanstvu a v době psaní tohoto díla byl již starší. Právě se oženil s patnáctiletou dívkou z bohaté rodiny, ale z jiné provincie, která byla sirotkem. Po svatbě začal manželku okamžitě učit jejím povinnostem v manželství. Tato mladá žena ho od prvního týdne manželství prosila, aby si své poznámky a napomenutí vyhradil pro jejich soukromé chvíle a zároveň vyjádřila touhu učit se a potěšit tak svého manžela. V prologu knihy autor vysvětluje tuto žádost a své výsledné rozhodnutí napsat pro svou ženu vzdělávací pojednání, které by však mohlo být užitečné i pro jeho dcery a další mladé manželky.
Drahá sestro, protože vám tehdy bylo patnáct let a v týdnu, kdy jsme byli oddáni, jste mě prosila, abych šetřil vaše mládí a vaše nevelké a nezkušené služby dokud se více nenaučím... (francouzsky Chere souer pour ce que vous estant en laage de xv.ans et la sepmaine que vous et moy feusmes espousez me priastes que ie espargnasse a v(ost)re jeunesse et a v(ost)re petit et ignorant seruice jusques ace que vous eussiez plus veu apris...) Incipit (fol. 1r)
Autor, evidentně vzdělaný a bohatý, s největší pravděpodobností patřící k buržoazii, z níž Karel V. rekrutoval své správce a která Francii poskytovala lidi sloužící v církvi, parlamentu a v oblasti financí. Píše něžným, otcovským a melancholickým tónem, předvídaje, že rady dané jeho mladé ženě jí dobře poslouží při zvažování druhého manžela. Jasný, přesný a energický styl, stejně jako rozmanité historické a anekdotické informace roztroušené po celém díle, které poskytují dodatečný zájem, však naznačují osvíceného muže, dobře znalého dějin své doby, stejně jako ekonomických a sociálních praktik.
Ve své knize Living and Dining in Medieval Paris: The Household of a Fourteenth-Century Knight z roku 1996 Nicole Crossley-Holland část své práce věnovala zkoumání identity autora knihy Le Ménagier de Paris. Stejné téma v roce 1997 podrobně zkoumal i Bruno Laurioux, ale nedospěl k žádnému závěru. Nicole Crossley-Holland po podrobném výzkumu podloženém archivním bádáním došla k závěru, že autorem spisu byl Guy de Montagny, rytíř ve službách vévody Jana z Berry. Jak autorka ve své práci zdůrazňuje, Montagny je jediný, kdo splňuje všechna kritéria, a to dostatečné společenské postavení, členství v doprovodu vévody z Berry, k čemuž dospěl i Bruno Laurioux, přítomnost na všech místech, na nichž byl autor svědkem určitých událostí, o kterých je ve spisu zmínka, na konci 14. století věk autora spisu kolem padesáti let a více a konečně bydliště v Paříži v době psaní textu, tedy přibližně v letech 1390 až 1394. Tento závěr o totožnosti autora textu, k roku 2016 nebyl předmětem kritiky ani protinávrhů ze strany akademické obce.
Ve své knize Vivre en bourgeoise au Moyen Âge. Les leçons du Mesnagier de Paris (1393) z roku 2024 se autorka Karin Ueltschi nepokouší o konkrétní identifikace postav, avšak čerpá z Le Ménagier de Paris poučení a zaměřuje svou studii na život ženy kolem roku 1400. "V prázdných místech starého pergamenu se nerýsuje pouze obrys dokonalé měšťanky, ale také milý portrét jemného manžela, rozvážného muže, jenž nám zanechal půvabný obraz své mladé ženy..."
Široká škála témat, kterými se spis zabývá, naznačuje, že jeho autor nebyl jediným původním tvůrcem všech pasáží. Jak sám několikrát uvádí, vypůjčoval si informace z jiných spisů. Zejména pokud jde o recepty, lze rozpoznat jako zdroj Le Viandier, což je sbírka receptů převážně sepsaných Guillaumem Tirelem. Nejstarší verze této knihy je datována k roku 1300 (tedy asi 10 let před narozením Tirela). Autor Lé Ménagier de Paris se také opíral o Roman des sept sages de Rome (Román sedmi římských mudrců) a Moralités sur le jeu des eschecs (Moralita o šachové hře).

## Obsah
Le Ménagier de Paris je pojednání o morálce a domácím hospodaření, což znamená, že obsahuje filozofické úvahy a praktické rady k záležitostem týkajícím se rodinného života, jeho zachování a organizace. V rámci tohoto tematického okruhu zahrnuje recepty, které jsou velmi zajímavé jak pro kuchaře, tak pro historiky zabývající se dějinami gastronomie.
V tisku nakladatelství Pichon se spis skládá ze dvou svazků:
- Svazek I (Tome I)
  - Prolog autora (Prologue de l'auteur)
  - První oddíl (první část) obsahující devět článků (kapitol) (Première distinction (première partie) comportant 9 articles (chapitres)
    - Pozdrav a děkování Bohu při probuzení a vstávání a správné otáčení se (Saluer et regracier Dieu à son esveiller et à son lever, et s'atourner convenablement)
    - Správné doprovázení se (S'accompagner convenablement)
    - Milovat Boha, sloužit Mu a setrvávat v Jeho milosti – O mši – Lítost – Zpověď – O smrtelných hříších – O sedmi ctnostech (Aimer Dieu, le servir et se tenir en sa grâce — De la messe — Contrition — Confession — Des péchés mortels — Des sept vertus)
    - Zachovat si zdrženlivost a žít cudně – O Zuzaně – O Raymondě – O Lukrécii – O francouzských královnách (Garder continence et vivre chastement — De Susanne — De Raymonde — De Lucrèce — Des reines de France)
    - Zamilovaná do svého manžela – O Evě – O Sáře – O Ráchel – O psu Maquaireovi – O psu z Niortu (Être amoureuse de son mari — D'Ève — De Sara — De Rachel — Du chien Maquaire — Du chien de Niort)
    - Být pokorná a poslušná svému manželovi – Příběh Griselidis – Žena, která nechala svého manžela utopit – O Evě – O Luciferovi – O měšťance – O správci z Tournay – O opatech a manželských párech – O Madame d'Andresel – O manželích z Bar-sur-Aube – O bratranci autorovy manželky – O římské ženě (Être humble et obéissante à son mari — Histoire de Griselidis — Femme laissant noyer son mari — D'Ève — De Lucifer — D'une bourgeoise — Du bailly de Tournay — Des abbés et des mariés — De madame d'Andresel — Des maris de Bar-sur-Aube — D'une cousine de la femme de l'auteur — De la Romaine)
    - Být zvědavý a opatrný ohledně svého manžela – Dobré zacházení – Blechy – Mouchy (Être curieuse et soigneuse de la personne de son mari — Bons traitemens — Des puces — Des mouches)
    - Být diskrétní – O Papiriovi – O ženě, která snáší vejce – O manželském páru z Benátek – O moudrém Pařížanovi, kterého oklamala jeho žena – O významném právníkovi (Être discrète — De Papirius — De la femme qui pond un œuf — Des mariés de Venise — D'un sage homme parisien trompé par sa femme — D'un notable avocat)
    - Jemné napomínání manžela v jeho chybách – Příběh Mellibée – O Jeanne la Quentine (Reprendre doucement son mari dans ses erreurs — Histoire de Mellibée — De Jehanne la Quentine)
- Svazek II (Tome II)
  - Druhý oddíl (druhá část) obsahující pět článků (kapitol), 1 dodatek a doplněk (Seconde distinction comportant 5 articles, 1 appendice et un complément)
    - Péče o domácnost; píle a vytrvalost – Cesta chudoby a bohatství od Jeana Bruyanta (Avoir soin de son mesnage ; diligence et persévérance — Le Chemin De Pauvreté Et De Richesse, par Jean Bruyant)
    - O zahradničení (Du jardinage)
    - Výběr služebnictva, pomocníků a služebných a jejich zaměstnávání – Mladá žena mluvící hrubě – Péče o domácnost – Život na venkově – Různé recepty – Služebnictví – Koně (Choisir varlets, aides et chambrières, et les mettre en œuvre — Jeune femme parlant grossièrement — Soins de la maison — Vie à la campagne — Recettes diverses — Des domestiques — Des chevaux)
    - Vědět, jak si objednat obědy a večeře – Práce řezníka a kurníku, ib. – Obecné kuchařské termíny – Obědy a večeře – Žádné incidenty se služebnictvem na toto téma (jídlo opata z Lagny, svatby atd.) (Savoir ordonner dîners et soupers — Le fait des bouchers et poulaillers, ib. — Termes généraux de cuisine — Dîners et soupers — Aucuns incidens servans à ce propos (repas de l'abbé de Lagny, noces, etc.)
    - Objednávejte, nabízejte a nechte si připravit všechny druhy polévek atd. a další druhy masa – Obecné kuchyňské termíny, ib. – Běžné polévky bez koření a nekořeněné – Polévky kořeněné i nekořeněné – Kořeněné polévky z masa – Kořeněné polévky bez koření – Kořeněné pečeně – Paštiky – Sladkovodní ryby – Mořské ryby – Ploché mořské ryby – Jikry různých příprav – Ostatní hlavní jídla – Nevařené omáčky – Vařené omáčky – Nápoje pro nemocné – Polévky pro nemocné – Další drobné věci, které nejsou nutné – Další drobné různé věci, které nevyžadují samostatnou kapitolu (Commander, deviser et faire faire toutes manières de potaiges, etc., et autres viandes — Termes généraux de cuisine, ib. — Potages communs sans espices et non lians — Potages qui sont à espices et non lians — Potages lians de char — Potages lians sans char — Rost de char — Pastés — Poisson d'eaue doulce — Poisson de mer ront — Poisson de mer plat — Œufs de divers appareils — Entremès, fritures et dorures — Autres entremès — Saulces non boulies — Saulces boulies — Buvrages pour malades — Potages pour malades — Autres menues choses qui ne sont de nécessité — Autres menues choses diverses qui ne désirent point de chappitre)

  - Dodatek k článku 5 (Appendice à l'article 5)[pozn. 1]
    - Recepty z Hotina, kuchař Monseigneur de Roubais (Recettes d'Hotin, cuisinier de monseigneur de Roubais)

  - Třetí oddíl (třetí část) zahrnující jeden článek (kapitolu) (Troisième distinction comportant un seul article)
    - Vědět, jak krmit a létat s krahujcem – Španělští psi – Hloupí krahujci – Peří krahujce – Hrbolící krahujci – Polní let – Lov v srpnu – Lov v září – Pelichání krahujce – Opelichaný krahujec – Opelichaný a vyhublý – Nemoci krahujce – Nemoci jestřába lesního – Ostatní draví ptáci – Nemoci ptáků (Savoir nourrir et faire voler l'esprevier — Chiens espaignols — Éperviers niais — Plumage de l'épervier — Affaitement de l'épervier — Vol des champs — Chasse en août — Chasse en septembre — Épervier en mue — Ëpervier branchier et mué de haie — Mué et hagart — Maladies de l'épervier — De l'autour — Autres oiseaux de proie — Maladies des oiseaux)

## První tištěný výtiskLe Ménagier de Paris
V roce 1843 získal rukopis Jérôme Pichon, který jej objevil v aukčním katalogu Huzardovy sbírky. Rychle se přesvědčil o hodnotě tohoto dokumentu a začal prozkoumávat možnosti vydání tohoto díla, které bylo 450 let zapomenuto. Již 14. května 1845 se jej Société des bibliophiles français rozhodla vytisknout.
Prostřednictvím přátel a příbuzných Pichon zjistil, že existuje rukopis na pergamenu starší, než byl rukopis který vlastnil, jenž zřejmě pocházel z 15. století a byl zdobený miniaturami. Další pergamenový rukopis, psaný gotickým písmem, s "okrajem zdobeným zlatými a barevnými arabeskami, uvnitř kterého se ve spodní části stránky nachází erb Filipa III. Dobrého nebo Karla Smělého, vévodů burgundských", je uložen v Belgické královské knihovně a byl uveden v inventářích burgundských vévodů z let 1467 a 1487. Díky pověření belgického ministra vnitra Barthélémy de Theux de Meylandt byla kopie tohoto díla zaslána Jérômu Pichonovi, který se zavázal tyto tři kopie shromáždit. Le Ménagier de Paris byl nakonec vydán ve dvou svazcích v roce 1846.

## Překlad do angličtiny
Vydání nakladatelstvím Cornell University Press dělí samotný text do 21 částí, počínaje "Průvodcem dobré manželky", "Prologem" a "Úvodní poznámkou k článkům", po nichž následují zbývající články přeložené z původního zdroje do angličtiny.

## Kulinářské rady
Součástí druhé části knihy je i kuchařka. Podobně jako většina původních zdrojů o středověků kuchyni (tedy knih a rukopisů, u nichž se dochovala jejich středověká vydání), i recepty v tomto rukopisu obsahují informace o ingrediencích a metodách přípravy pokrmů, ale chybí jim kvantifikace, většina ingrediencí je uvedena bez specifikace množství a většina metod vaření je uvedena bez potřebné doby vaření.

### Recepty
Le Ménagier de Paris obsahuje řadu různých typů receptů: polévky, pokrmy z masa, vajec, ryb, omáčky, nápoje, pečivo, koláče atd. Obsahuje také nejstarší známý kompletní recept na bochet, druh medoviny vyráběné z karamelizovaného medu.

## Léky
Jak je u kuchařek pocházejících z raného historického období běžné, mnoho receptů bylo používáno jako léky na běžné zdravotní potíže. To bylo dáno prolínáním bylinkářství, medicíny a vaření ve středověkých dílech, někdy se zdá, že mezi nimi není žádný skutečný rozdíl, protože knihy o vaření obsahují informace o bylinkářství a medicíně a naopak do té míry, že je někdy těžké určit, které z výše uvedených informací byly primárním tématem knihy.

## Další rady do domácnosti
V úvodu anglického moderního vydání knihy Gina L. Greco a Christine M. Rose zmiňují, že Le Ménagier de Paris je "jedinou dochovanou středověkou knihou s tímto komplexním výukovým tématem", a přestože se "jiné středověké texty knih o domácnosti, příruček o chování nebo loveckých pojednání v některých ohledech podobají této knize, [...] žádný z nich neposkytuje tak komplexní vzdělávací text". Toto tvrzení však není zcela pravdivé, neboť ruský průvodce pro domácnost Domostroj (ačkoli se předpokládá že pochází ze 16. století, jeho zdroj lze vysledovat až do 15. století) se rovněž zabývá tématy rodiny, manželství, otroctví a vaření způsobem, který se podobá Le Ménagier de Paris.